# Manuel Llamas
El Sargento Manuel Llamas fue un Insurgente colimense que mantuvo la Insurgencia por la Independencia de México en Colima. Llamas, junto con su tío Pedro Regalado Llamas, se incorporaron a la lucha por la independencia el 30 de septiembre de 1810. Combatieron a los realistas en el territorio de Colima y fueron conocidos como "Los Regalado". El 17 de mayo de 1813 recibió víveres y la mitad de los fusileros de Regalado al cuartel general de Maquilí por parte del general José María Morelos y del coronel Pedro Regalado Llamas. Manuel Llamas fue fusilado y sepultado en la parroquia de Colima el 16 de marzo de 1814, apenas dos días después del fallecimiento de Pedro Regalado Llamas.